# Britt Hagen
Britt Hagen, de son vrai nom Brigitta Klingenhagen (née le 22 février 1944 à Bad Oeynhausen) est une chanteuse allemande.

## Biographie
La maison de disques allemande Ariola organise à la fin des années 1950 des grands concours de jeunes chanteurs. Avec le soutien de la famille, la jeune fille de 15 ans participe à l'un d'eux et finit troisième. Elle a un contrat d'enregistrement avec Ariola qui produit en 1960 son premier single sous la direction de Willy Hoffmann. En février 1960, elle apparaît dans le catalogue sous le nom de Britt Hagen. Willi Hoffmann continue d'être son producteur et contribue à son succès. Sur son troisième single, Sag adieu est une reprise de Petite Fleur avec des paroles de Günter Loose. Il reste huit semaines dans le classement des ventes établi par Musikmarkt et atteint au mieux la 40e place. En 1962, Britt Hagen rejoint le producteur Nils Nobach et s'installe à Berlin-Ouest. Son quatrième single se fait dans le style d'Angèle Durand. Ariola est mécontent, Hagen rompt son contrat. Elle devient la chanteuse de l'orchestre de Hajo Döring, avec qui elle travaille jusqu'en 1988. Plus tard, elle tient une agence immobilière avec son mari.
En 1965, la filiale allemande de Vogue fait paraître un disque avec une interprète nommée Britt Hagen. La première Britt Hagen demande des comptes, le disque est retiré puis ressort avec comme nom de chanteuse Brigitte Bergen.

## Discographie
| Face A/Face B                              | N° Catalogue | Parution     |
| ------------------------------------------ | ------------ | ------------ |
| Bon Voyage / Rom im September              | 35252        | février 1960 |
| Seerosen – Teerosen / Amore mio            | 35840        | octobre 1960 |
| Sag adieu (Petite Fleur) / Kleiner Clown   | 35864        | mars 1961    |
| ... denn er nannte sie Lady / In Marseille | 45329        | mai 1962     |

## Source de la traduction
- (de) Cet article est partiellement ou en totalité issu de l’article de Wikipédia en allemand intitulé « Britt Hagen » (voir la liste des auteurs).